# Erdgas Sportpark
Erdgas Sportpark – stadion piłkarski w Halle, w Niemczech. Został wybudowany w latach 2010–2011 w miejscu dawnego Kurt-Wabbel-Stadion. Może pomieścić 15 000 widzów. Swoje spotkania rozgrywają na nim piłkarze klubu Hallescher FC.
Budowa stadionu rozpoczęła się od rozbiórki Kurt-Wabbel-Stadion w połowie 2010 roku, po czym przystąpiono w jego miejscu do prac nad nową areną. Nowy stadion został zainaugurowany we wrześniu 2011 roku, oficjalne otwarcie odbyło się 17 września, a trzy dni później rozegrano na nim pierwsze spotkanie (mecz towarzyski pomiędzy gospodarzami, Hallescher FC a Hamburgerem SV, wygrany przez gości z Hamburga 4:1). Nowy obiekt, w przeciwieństwie do swojego poprzednika, ma typowo piłkarski układ, bez bieżni lekkoatletycznej. Z poprzedniego stadionu zachowano zabytkowy mur, który okalał wały ziemne dawnego obiektu.